# Hadash

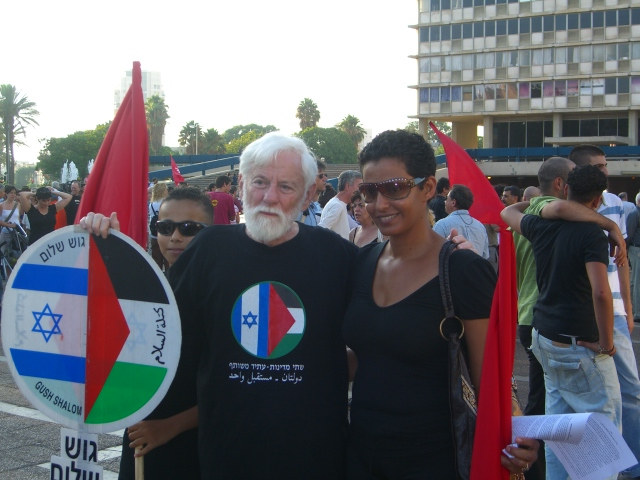
Uri Avnery em protesto organizado pelo Hadash contra a Guerra do Líbano de 2006

Hadash (Hebraico: חד"ש‎, literalmente Novo; acrónimo de החזית הדמוקרטית לשלום ולשוויון‎, literalmente Frente democrática de paz e igualdade) é um partido político judeu-árabe de orientação socialista fundado em 1977. Actualmente ocupa cinco cadeiras no Knesset, o parlamento israelita.

## História
O Hadash foi formado em 15 de março de 1977 por parlamentares independentes e ligados ao Partido Comunista de Israel (Rakah) às vésperas da eleição daquele mesmo ano. Os parlamentares independentes incluem membros das Panteras Negras israelitas e outros grupos de esquerda não-comunistas. Paralelamente à formação do Hadash, o Partido Comunista de Israel reorganizou-se ao redor de um novo partido, o Maki (acrónimo de Partido Comunista Israelita em hebraico) em 1989, mantendo seu status independente.
Em 1977, o Hadash ganhou cinco cadeiras no Knesset, um aumento de uma cadeira em relação ao que o Rakah possuía até então. Entretanto, em 1981 o partido viu-se reduzido a quatro cadeiras. Em 1984 o partido manteve suas quatro cadeiras, ganhando mais uma com a saída de Mohammed Wattad do Mapam em 1988. Nas eleições de 1988, o Hadash mais uma vez conquistou quatro cadeiras, mas perdeu uma com a saída de Charlie Biton para refundar as Panteras Negras em 25 de dezembro de 1990. Em 1992 o partido conquistou apenas três cadeiras.
Nas eleições de 1996, o Hadash uniu sua lista com a do Balad. Juntos, ganharam cinco cadeiras, mas romperam durante o mandato, o que reduziu para três o número de cadeiras do Hadash. Em 1999, o partido manteve três cadeiras.
Nas eleições de 2003, o Hadash se uniu com o Ta'al de Ahmed Tibi. Juntos, conquistaram três cadeiras, mas o rompimento deixou o Hadash com apenas duas cadeiras, a menor representatividade do partido em sua história. Em 2006, o Hadash conseguiu três cadeiras e, em 2009, ganhou outra.

## Ideologia
O Hadash apoia a evacuação de todos assentamentos israelitas na Cisjordânia, a retirada completa de Israel dos territórios ocupados na Guerra dos Seis Dias e a fundação de um Estado palestino. Também apoia a indemnização para refugiados palestinianos. Além disso, o Hadash também é conhecido por seu activismo ambiental.
O partido recusa o sionismo, de forma a se manter fiel às doutrinas marxistas tradicionais, que rejeitam o nacionalismo. O Hadash tem como bandeira o reconhecimento dos árabes palestinianos como minoria nacional dentro do estado de Israel.

## Resultados eleitorais

### Eleições legislativas
| Data | CI.            | Votos          | %              | +/-            | Deputados | +/-     | Status            | Coligação           |
| ---- | -------------- | -------------- | -------------- | -------------- | --------- | ------- | ----------------- | ------------------- |
| 1977 | 5.º            | 80 118         | 4,6 / 100,0    |                | 5 / 120   |         | Oposição          |                     |
| 1981 | 5.º            | 64 918         | 3,4 / 100,0    | 1,2            | 4 / 120   | 1       | Oposição          |                     |
| 1984 | 5.º            | 69 815         | 3,4 / 100,0    | Estável        | 4 / 120   | Estável | Oposição          |                     |
| 1988 | 7.º            | 84 032         | 3,7 / 100,0    | 0,3            | 4 / 120   | Estável | Oposição          |                     |
| 1992 | 8.             | 62 545         | 2,4 / 100,0    | 1,3            | 3 / 120   | 1       | Apoio parlamentar |                     |
| 1996 | 7.º            | 129 455        | 4,2 / 100,0    | 1,8            | 4 / 120   | 1       | Oposição          | Coligação com Balad |
| 1999 | 12.º           | 87 022         | 2,6 / 100,0    | 1,6            | 3 / 120   | 1       | Oposição          |                     |
| 2003 | 9.º            | 93 819         | 3,0 / 100,0    | 0,4            | 2 / 120   | 1       | Oposição          | Coligação com Ta'al |
| 2006 | 11.º           | 86 092         | 2,7 / 100,0    | 0,3            | 3 / 120   | 1       | Oposição          |                     |
| 2009 | 9.º            | 112 130        | 3,3 / 100,0    | 0,6            | 4 / 120   | 1       | Oposição          |                     |
| 2013 | 8.º            | 113 439        | 3,0 / 100,0    | 0,3            | 4 / 120   | Estável | Oposição          |                     |
| 2015 | Lista Conjunta | Lista Conjunta | Lista Conjunta | Lista Conjunta | 5 / 120   | 1       | Oposição          |                     |
| 2019 | 5.º            | 193 293        | 4,5 / 100,0    |                | 6 / 120   | 1       | Oposição          | Coligação com Ta'al |